# Liste vom Aussterben bedrohter Arten der Niederlande
In der Liste der vom Aussterben bedrohten Arten der Niederlande sollen die von der IUCN in der Roten Liste gefährdeter Arten als „vom Aussterben bedroht“ (Critically Endangered) eingestuften Tier- und Pflanzenarten dargestellt werden. Quelle ist die Rote Liste gefährdeter Arten der IUCN mit Stand vom 22. Dezember 2021.
| Artname                           | Lateinischer Name                                      | Bild |
| --------------------------------- | ------------------------------------------------------ | ---- |
| Europäischer Stör                 | Acipenser sturio                                       |      |
| Europäischer Aal                  | Anguilla anguilla                                      |      |
| Feldhamster, Europäischer Hamster | Cricetus cricetus                                      |      |
| Glattrochen                       | Dipturus batis                                         |      |
| Großer Glattrochen                | Dipturus intermedius                                   |      |
| Weidenammer                       | Emberiza aureola                                       |      |
| Hundshai                          | Galeorhinus galeus                                     |      |
| Europäischer Nerz                 | Mustela lutreola                                       |      |
| Dünnschnabel-Brachvogel           | Numenius tenuirostris                                  |      |
| Große Flussperlmuschel            | Pseudunio auricularius, Syn. Margaritifera auricularia |      |
| Balearensturmtaucher              | Puffinus mauretanicus                                  |      |
| Meerengel, Gemeiner Engelhai      | Squatina squatina                                      |      |
| Steppenkiebitz                    | Vanellus gregarius                                     |      |